# عضل وكنر
عضل وكنر أو عضل واجنر حيوان قارض ينتشر في دلتا النيل ، شبه جزيرة سيناء ، سوريا ، العراق وشبه الجزيرة العربية.